# Manuela Montebrun
Manuela Montebrun (ur. 13 listopada 1979 w Laval) – francuska lekkoatletka, młociarka, medalistka mistrzostw świata i Europy. Trzykrotna olimpijka (2000, 2004, 2008).

## Sukcesy
- brąz uniwersjady (Palma de Mallorca 1999)
- złoty medal młodzieżowych mistrzostw Europy w lekkoatletyce (Amsterdam 2001)
- złoto uniwersjady (Pekin 2001)
- brązowy medal mistrzostw Europy w lekkoatletyce (Monachium 2002)
- 1. miejsce podczas superligi pucharu Europy w lekkoatletyce (Florencja 2003)
- brąz mistrzostw świata w lekkoatletyce (Paryż 2003)
- 3. miejsce podczas światowego finału IAAF (Szombathely 2004)
- 1. miejsce podczas zimowego pucharu Europy w rzutach (Jałta 2007)
- 5. miejsce podczas Letnich igrzysk olimpijskich (Pekin 2008)
- złoty medal igrzysk frankofońskich (Bejrut 2009)
- wielokrotna rekordzistka i mistrzyni kraju

## Rekordy życiowe
- rzut młotem – 74,66 (11 lipca 2005, Zagrzeb), były rekord Francji